# 港口镇 (宁国市)
港口镇，是中华人民共和国安徽省宣城市宁国市下辖的一个镇。

## 行政区划
港口镇下辖以下地区：
港口社区、新村社区、港口村、灰山村、西村、凉亭村、山门村、太平村和五磁村。